# Rivelazioni (romanzo Michael Crichton)
Rivelazioni (Disclosure) è un romanzo di Michael Crichton pubblicato nel 1994.
Il libro è stato tradotto in giapponese, spagnolo, catalano, portoghese, islandese, thailandese, italiano e numerose altre lingue.

## Trama
Tom Sanders è un importante dirigente dell'azienda Digicom, attiva nel settore delle tecnologie e in procinto di fondersi con un'altra ditta molto importante. Tom si sveglia una mattina allegro perché sa che sarà promosso in seguito alla fusione, tuttavia raggiunto l'ufficio comincia a sentire voci che dicono che lui sia stato scavalcato, e Phil (l'avvocato del suo principale) gli fa capire che le voci corrispondono a verità. Arrivato nell'ufficio del capo dell'azienda scopre che a scavalcarlo è stata Meredith Johnson, una dirigente molto avvenente con cui ha avuto un'intensa relazione diversi anni prima.
Meredith e Tom si incontrano per una riunione di lavoro, durante la riunione Meredith provoca ripetutamente Tom con avance di tipo sessuale ma il dirigente fa finta di nulla, ad un certo punto mentre Tom è impegnato in una telefonata con il cellulare Meredith gli toglie il telefono di mano e gli salta addosso chiedendogli insistentemente di fare sesso. Tom inizialmente rifiuta facendo capire a Meredith che non ha intenzione di tradire la moglie (Tom si era sposato poco dopo la rottura con Meredith), tuttavia lei continua a baciarlo e toccarlo. Ad un certo punto Tom sembra cedere alle avances e comincia un rapporto con Meredith, ma si interrompe dopo pochi secondi e fugge dalla stanza.
Il giorno dopo Tom va al lavoro pensando che sia bene per tutti dimenticare l'accaduto, ma appena arrivato viene raggiunto da Phil che gli comunica che Meredith ha intenzione di denunciarlo per molestie sessuali, lui nega e ripete costantemente di essere innocente.
Il capo della Digicom vuole tenere segreta la vicenda per non far saltare la fusione e quindi cerca di far risolvere la faccenda in breve tempo, decide di appoggiare la tesi di Meredith e di convincere entrambi a rivolgersi ad una mediazione invece che ad un processo.
Tom è disperato, si rivolge alla migliore avvocatessa in materia di molestie sessuali e minaccia di far saltare la fusione rendendo pubblica la notizia con una querela, questo gli porta contro anche i suoi fidati amici e colleghi che temono di veder sfumare i profitti derivanti dalla fusione. Tom dovrà faticare moltissimo per provare la propria innocenza.

## Opere derivate
Dal romanzo è stato tratto l'omonimo film, diretto da Barry Levinson, con Michael Douglas e Demi Moore; musica di Ennio Morricone.

## Edizioni in italiano
- Michael Crichton, Rivelazioni, traduzione di Maria Teresa Marenco, Milano, Garzanti 1994
- Michael Crichton, Rivelazioni: romanzo, traduzione di Maria Teresa Marenco, Milano: TEA, 2000